# Ulica Kolejowa we Wrocławiu

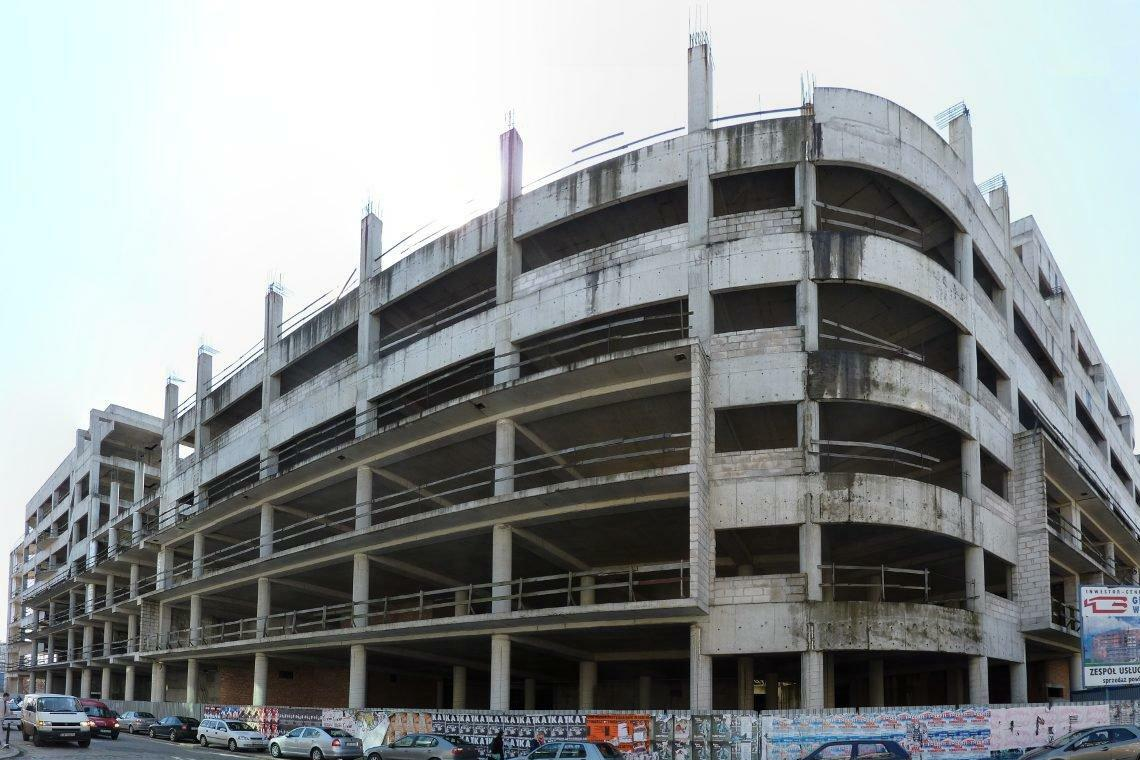
Nieistniejący "szkieletor"

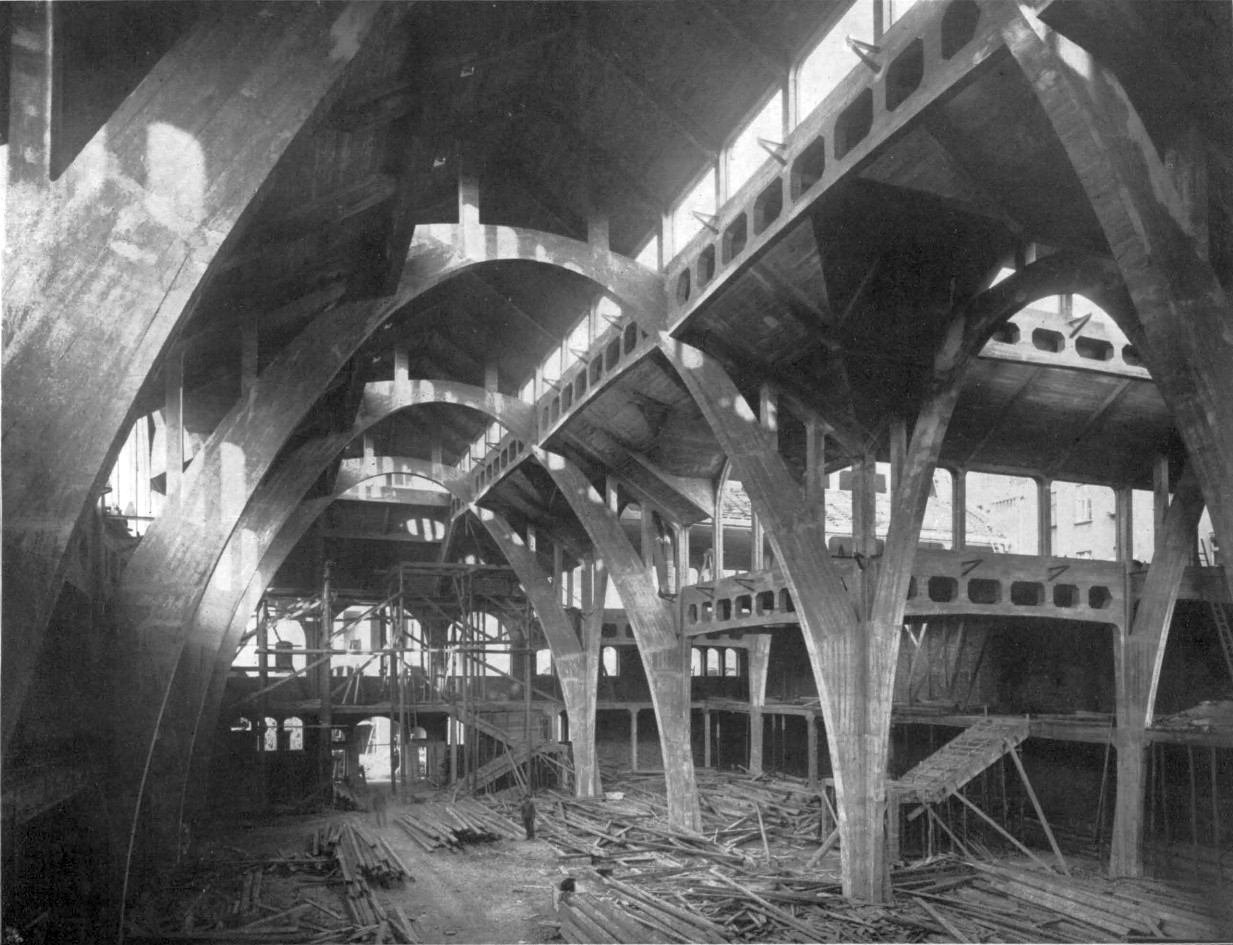
Nieistniejąca hala

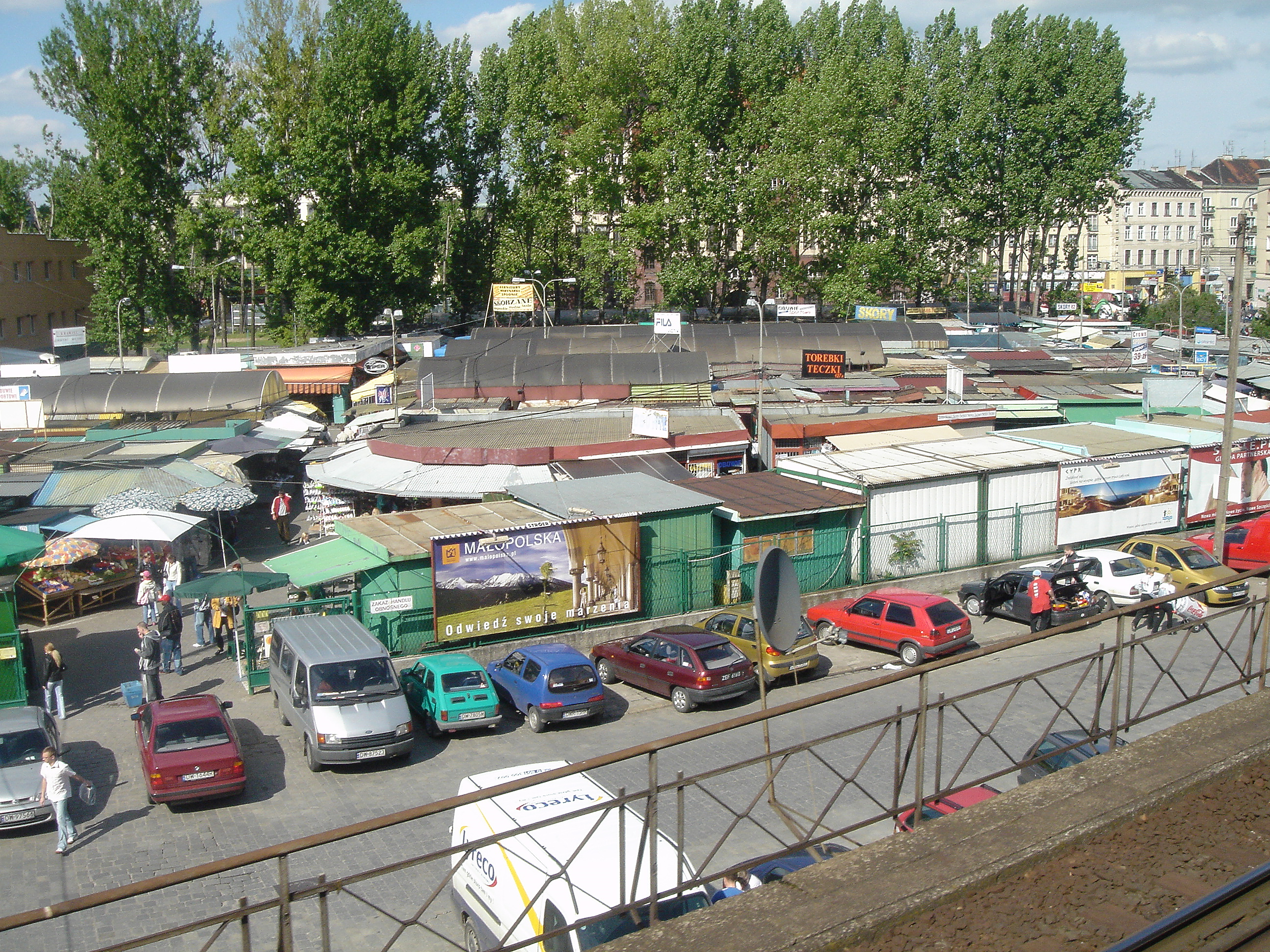
Nieistniejące targowisko

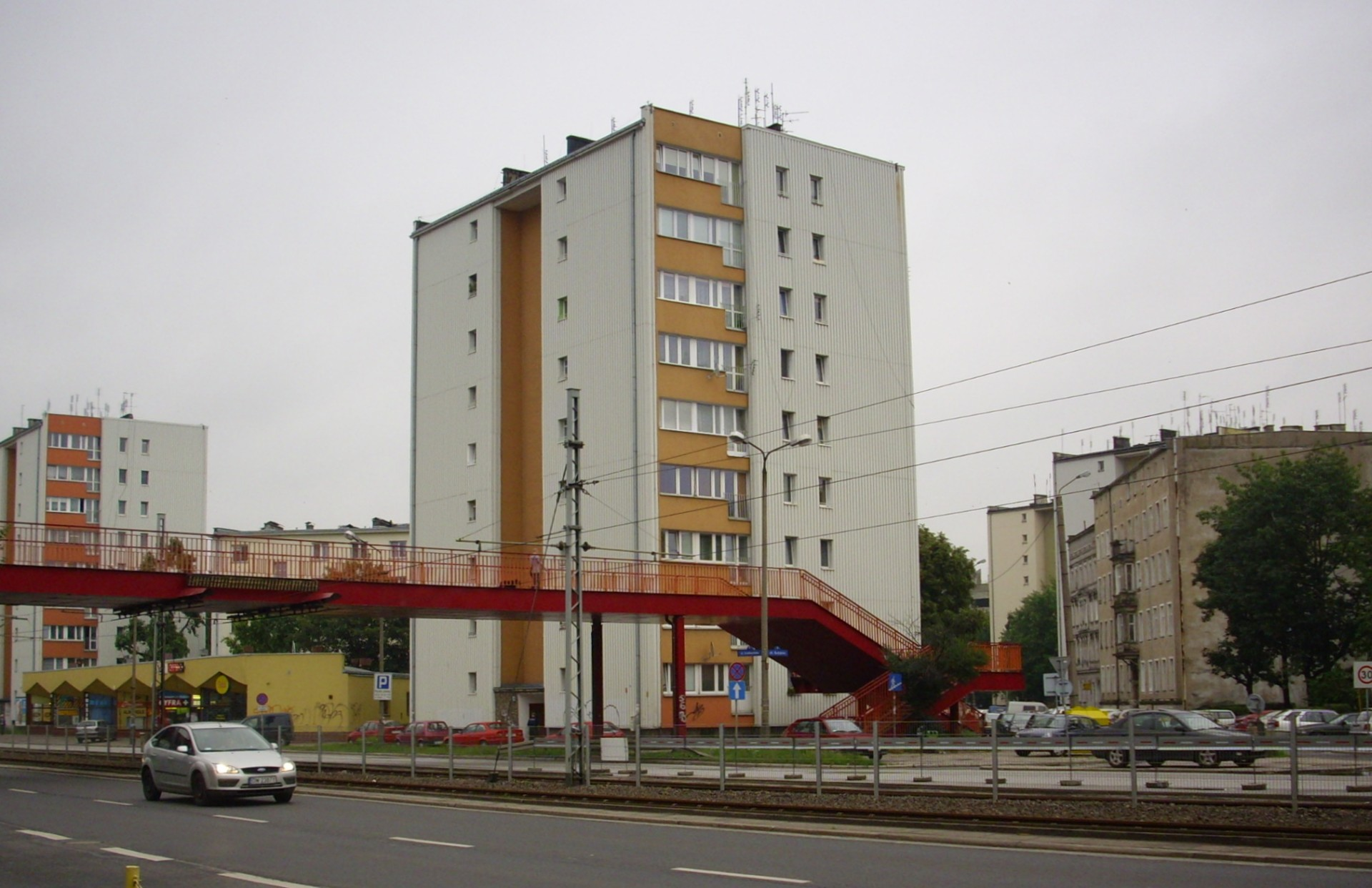
Nieistniejąca kładka

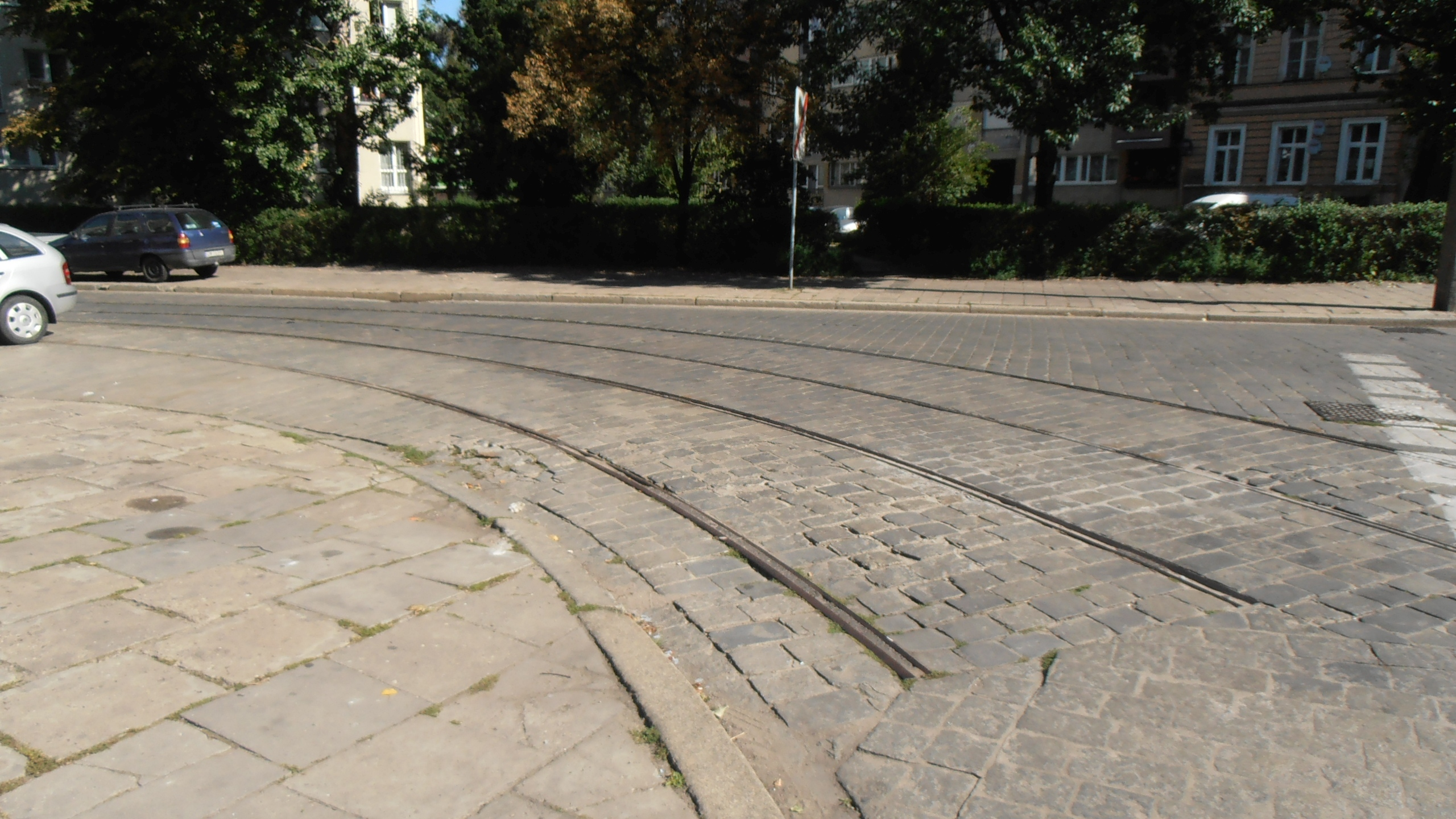
Zachowane tory

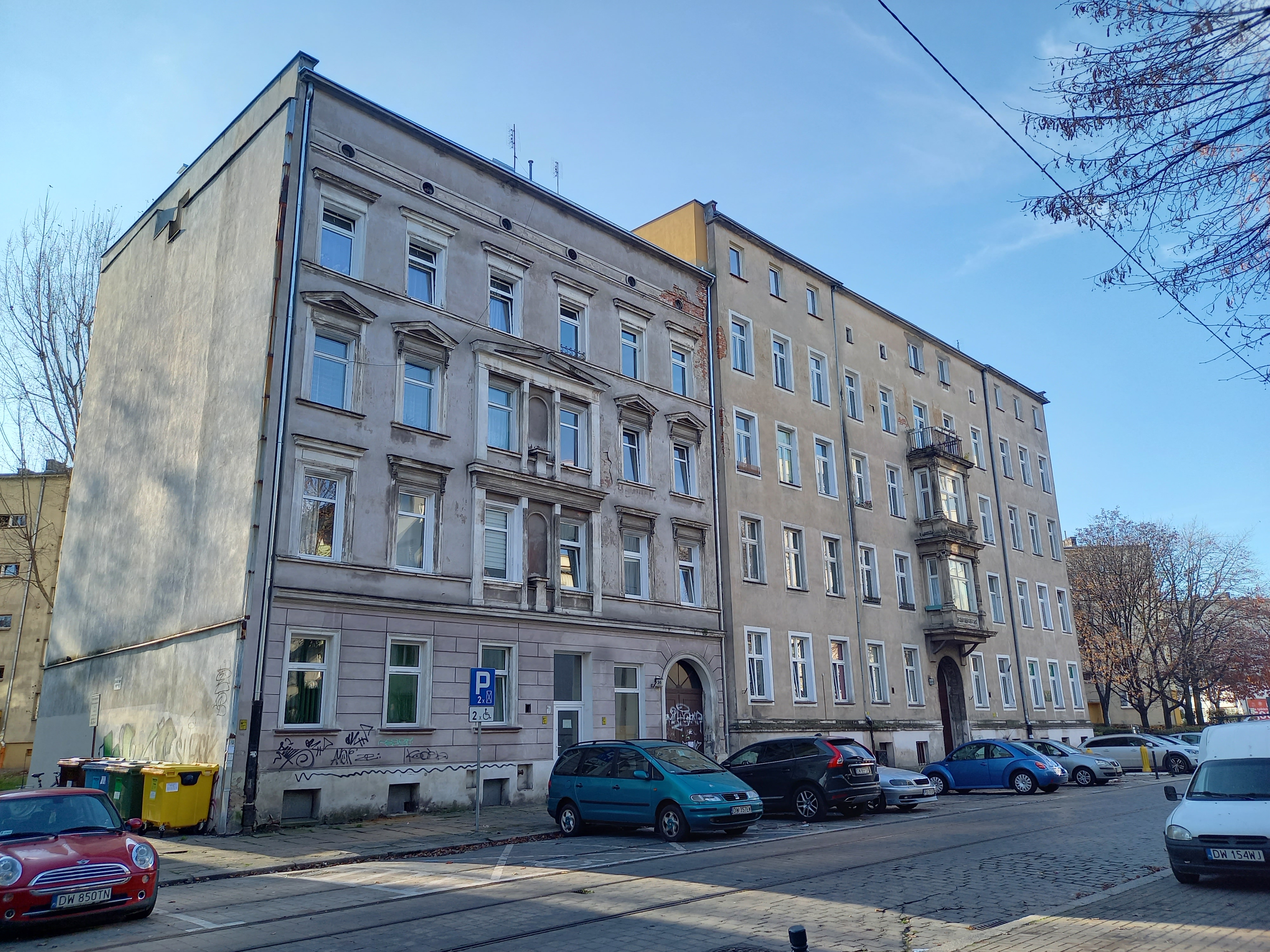
Zachowane kamienice

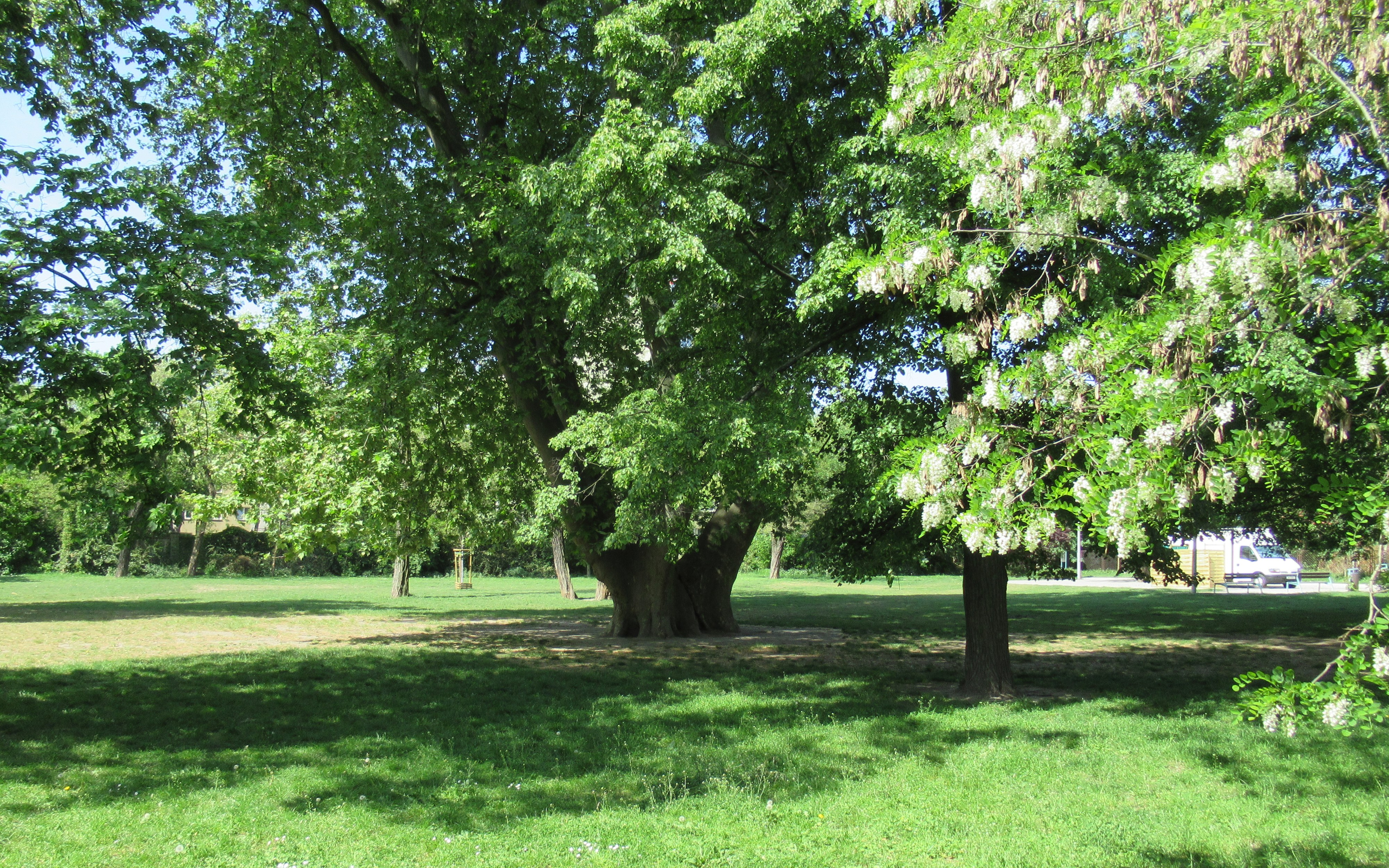
Park Lesława Węgrzynowskiego

Ulica Kolejowa – ulica położona we Wrocławiu, łącząca ulicę Tadeusza Zielińskiego z ulicą Tęczową, na osiedlu Przedmieście Świdnickie w dawnej dzielnicy Stare Miasto. Ulica ma 875 m długości. Znajduje się przy niej kilka zabytkowych obiektów, w tym wpisana do rejestrów zabytków dawna fabryka wagonów Braci Hofman & Co. Na wschodnim odcinku ulicy południową jej pierzeję stanowi estakada kolejowa z lokalami użytkowymi urządzonymi w ramach przęseł tej budowli, a przy zachodnim odcinku znajduje się Park Lesława Węgrzynowskiego.

## Historia
Ulica powstała na śladzie drogi gruntowej biegnącej wzdłuż południowej granicy miasta. Pierwotnie obejmowała dzisiejszą ulicę Kolejową, Wojciecha Bogusławskiego i Nasypową. Przy tej drodze u zbiegu z dzisiejszą ulicą Grabiszyńską znajdowała się rogatka miejska, tzw. Kącka, a u zbiegu z ulicą Świdnicką znajdowała się inna rogatka, tzw. Świdnicka. W 1845 r. wpłynął do władz miejskich wniosek o utworzenie ulicy i przesunięcie rogatki Świdnickiej. Właściciele posesji  mieli w planach utworzenie reprezentacyjnej ulicy dorównującej dzisiejszej ulicy Józefa Piłsudskiego. Ulicę wytyczono i nadano jej nazwę Friedrichstrasse, ale już w 1846 r. zbudowano linię kolejową, łączącą trzy wrocławskie dworce kolejowe, w poziomie terenu biegnącą wzdłuż niemal całej ulicy. Ograniczało to rozwój zabudowy i przeszkadzało w codziennej komunikacji. W latach 1900–1905 tory wyniesiono na estakadę kolejową, nasyp i wiadukty, zbudowaną w latach 1900–1905 (1896–1901), przesuwając przebieg linii kolejowej, w rejonie dzisiejszej ulicy Kolejowej, nieco bardziej na południe.
Wzdłuż współczesnej ulicy Grabiszyńskiej biegła droga do polskiej wsi Grabiszyn, wzmiankowanej już w 1149 r.; wzmianki o tej drodze pochodzą już z 1465 r. Natomiast na początku XIX wieku wzdłuż tej ulicy, od dzisiejszego placu Legionów (wówczas Sonnenplatz) do torów kolejowych, ciągnęły się ogrody warzywne. Zabudowa o charakterze miejskim rozpoczęła się na tym terenie po 1860 r., a w 1823 r. droga została uznana ulicą (Gräbschner Gasse). Stała się ona jedną z głównych arterii miasta. Nieco bardziej na północ, wzdłuż współczesnej ulicy Tęczowej na odcinku od Placu Orląt Lwowskich (Placu Kirowa w czasach PRL) do ulicy Kolejowej, położona była wieś Siedem Łanów (Septem mansi), a wspomina o niej najstarszy z zapisów pochodzący z 1353 r. Droga do ulicy Kolejowej została uznana za miejską ulicę w 1823 r. W 1842 r. oddano do eksploatacji Dworzec Świebodzki i tory biegnące do niego położone na północ od zakończenia ulicy Kolejowej. W 1847 r. rozpoczęła pracę pierwsza w mieście gazownia położona na końcu ulicy za skrzyżowaniem z ul. Tęczową. Dalszy odcinek drogi od ulicy Kolejowej został włączony do ulicy Tęczowej w 1892 r.
W latach 1856–1922 pomiędzy dzisiejszymi ulicami: Prostą i Kolejową, działała fabryka produkująca wagony: Hofman Bracia & CO. Fabryka Wagonów S.A. (Hofmann Gebr. & CO Wagenfabrik AG). Ówcześnie adres fabryki przypisany był do ulicy Prostej (numery 3–19), a obecnie do ulicy Kolejowej 63–65. Następnie, do lat 20. XIX w., zakład należał do Poczty Polskiej; mieściły się tam początkowo warsztaty samochodowe, a następnie Centrum Logistyki. W 2022 roku rozpoczęto na tym terenie budowę osiedla mieszkaniowego; budowę zakończono w roku 2024.
W 1865 r. zakupiono parcelę przy ulicy Kolejowej ówcześnie pod numerem 2 i zbudowano szpital Bożego Ciała – Trójcy Świętej według projektu Karla Schmidta, który obecnie nie istnieje . Później, bo w  1877 r., w pobliżu ulicy Tęczowej zbudowany został kościół św. Trójcy, obecnie również nieistniejący, zburzony w wyniku działań wojennych prowadzonych podczas oblężenia Wrocławia w 1945 r. Zniszczeniu uległa także pozostała zabudowa ulicy z wyjątkiem dwóch kamienic i części zabudowy dawnych zakładów. W latach 1962–1967 spółdzielnia Chemik zbudowała w tym rejonie bloki mieszkalne cztero- i ośmiopiętrowe. Pomiędzy ulicą Grabiszyńską a Tęczową po stronie zachodniej ulicy w miejscu ogrodów zburzonego szpitala i kościoła utworzono park.
W latach 1881–1882 został założony plac (Luisenplatz), ówcześnie jeszcze w ramach Gajowic, na nieregularnym planie (dwa obszary o planie zbliżonym do trójkątów), między ulicą Kolejową, Pszenną, Jęczmienną i torami kolejowymi, który współcześnie nosi nazwę placu Rozjezdnego. Tu w latach 80. XIX wieku budowano kamienice czynszowe, w 1877 r. powstał cyrk E. Renza, w 1898 r. zbudowano podstację tramwajową, która w latach 1927–1928 została przebudowana na elektrociepłownię miejską.
Z kolei w 1898 roku zbudowano przy placu Rozjezdnym jedną z podstacji (elektrownię) dla potrzeb zasilania sieci trakcyjnej powstającej sieci komunikacji tramwajowej opartej na tramwajach elektrycznych spółki akcyjnej Elektrische Strassenbahn Breslau. Do elektrowni doprowadzono ulicą Kolejową tory tramwajowe, którymi na platformach dowożono węgiel. Resztki szyn zachowały się do dziś w brukowanym odcinku ulicy od placu do ulicy Grabiszyńskiej. W latach 1927–1928 elektrownia przebudowana została na elektrociepłownię miejską (współcześnie nie istnieje).
W latach 1906–1908 w ramach projektu budowy hal targowych mających zastąpić otwarte targowiska, zbudowano Halę Targową nr 2 u zbiegu ulicy Kolejowej (numer 43-45) i Tadeusza Zielińskiego. Była to bliźniacza hala do powstałej hali nr 1 przy ulicy Piaskowej (numer 17). Projekt opracowali Richard Plüddemann i Heinrich Küster. Miała 3500 m² powierzchni i przeznaczona była na 513 stoisk. Ponieważ podczas II wojny światowej w 1945 r. uległa poważnym uszkodzeniom, rozebrano ją w 1973 r.. do hali przylegała szkoła od strony ulicy Józef Piłsudskiego, pod nr 27 – później w budynku tej szkoły utworzono Zespół Szkół Elektronicznych, a obecnie swoją siedzibę ma tu urząd skarbowy . Natomiast na wolnym terenie częściowo po wyburzonej hali powstało tu targowisko określane jako „targowisko przy ulicy Zielińskiego”.
W drugiej połowie lat 60. XX wieku obszar przy Kolejowej od ulicy Prostej i placu Rozjezdnego do ulicy Grabiszyńskiej został zabudowany blokami zrealizowanymi przez spółdzielnię mieszkaniową Cichy Kącik (w tym punktowcami wg projektu budynków przy ulicy Mikołaja Reja 4, 6, 8). Sama ulica Grabiszyńska na odcinku od placu Legionów do ulicy Zaporoskiej została wówczas znacznie poszerzona. W 1980 r. nad ulicą Grabiszyńską w ciągu ulicy Kolejowej zbudowano kładkę o funkcji nadziemnego przejścia dla pieszych. Miała ona konstrukcję o trzech przęsłach wykonaną jako trójkomorowa skrzynka stalowa. Długość kładki wynosiła 63 m, szerokość 5,46 m, a nawierzchnię na pomoście wykonano z asfaltu lanego. Pod koniec 2018 r. kładkę rozebrano, a w jej miejsce wykonano naziemne przejście dla pieszych sterowane przy pomocy sygnalizacji świetlnej w połączeniu z nowymi przystankami tramwajowymi w każdą stronę jazdy na połączonych z przejściem peronach . Przystanki otrzymały nazwę „Kolejowa”.
W latach 90. XX wieku narożna parcela przy skrzyżowaniu z ulicą Kolejową, o adresie ulica Joachima Lelewela 14 została zabudowana obiektem specjalnego przeznaczenia – budynkiem należącym do Narodowego Banku Polskiego. Podczas XIII Międzynarodowych Targów Budownictwa TARBUD JESIEŃ 2000, w ramach pierwszej edycji konkursu zatytułowanego „Dolnośląska Budowa Roku 1999”, zorganizowanego przez wrocławski oddział Polskiego Związku Inżynierów i Techników Budownictwa, realizacji tej przyznano wyróżnienie w kategorii obiektów specjalnego przeznaczenia .
Od ulicy Wincentego Stysia do jezdni przypisanej do placu Rozjezdnego po południowej stronie ulicy Kolejowej przez lata powojenne pozostawał wolny plac, później z urządzonym skwerem, na którym w 2000 r. rozpoczęto budowę kompleksu usługowo-parkingowego, według projektu M. Kupczyka i P. Spychały. Inwestycja  była jedną z przyczyn upadku Wrocławskiej Jedynki. Projekt nie został zrealizowany, a przez kilka lat budynek stał w stanie surowym i określany był jako „wrocławski szkieletor”. Rozbiórka niezakończonego obiektu miała miejsce latem 2017 r.  . Nowy projekt na zabudowę tego miejsca, pod adresem przy ulicy Kolejowej 8-10, powstał w Autorskiej Pracowni Architektury Kuryłowicz & Associates z Warszawy, natomiast inwestorem ma być firma Develia. Przewidziano tu budowę budynku o powierzchni użytkowej około 33 tys. m² i roboczej nazwie „Biurowiec Kolejowa”.

## Nazwy
W swojej historii ulica nosiła następujące nazwy:
- Friedrichstrasse (Fryderyka) – 1845–1946[9][10][11][12]
- Kolejowa – po 1946[1][9][10][11]

Nazwa Friedrichstrasse upamiętniała pobyt Fryderyka Wielkiego (króla Prus) we Wrocławiu, który zatrzymał się w ogrodzie przy tej ulicy, w części później nazwanej Springerstrasse (obecnie ulica Wojciecha Bogusławskiego). Współczesna nazwa ulicy została nadana przez Zarząd Wrocławia i ogłoszona w okólniku nr 12 z 7.03.1946 r.

## Układ drogowy
Do ulicy Kolejowej przypisana jest droga gminna nr 105015D o długości 875 m (numer ewidencyjny drogi G1050150264011), klasy lokalnej i dojazdowej (od ulicy Grabiszyńskiej do ulicy Tęczowej). Do ulicy przypisana jest także droga gminna – sięgacz o długości 79 m, droga wewnętrzna o długości 32 m i rezerwa 37 m. Ulica posiada jezdnię o nawierzchni z granitowej kostki brukowej (z wyjątkiem krótkich odcinków przy niektórych skrzyżowaniach z innymi drogiami).
Ulica łączy się z następującymi drogami publicznymi, kołowymi, oraz innymi drogami:
| rodzaj powiązania                               | droga                                   | klasa            | foto |
| ----------------------------------------------- | --------------------------------------- | ---------------- | ---- |
| kontynuacja                                     | ul. W. Bogusławskiego                   | klasy dojazdowej |      |
| skrzyżowanie                                    | ulica Tadeusza Zielińskiego             | klasy zbiorczej  |      |
| skrzyżowanie                                    | ulica Wincentego Stysia                 | klasy dojazdowej |      |
| skrzyżowanie                                    | sięgacz ulicy Kolejowej                 | klasy dojazdowej |      |
| skrzyżowanie                                    | ulica Joachima Lelewela                 | klasy lokalnej   |      |
| skrzyżowanie                                    | ulica Prosta                            | klasy dojazdowej |      |
| skrzyżowanie                                    | plac Rozjezdny                          | klasy dojazdowej |      |
| skrzyżowanie sygnalizacja świetlna dla pieszych | ulica Grabiszyńska torowisko tramwajowe | klasy zbiorczej  |      |
| skrzyżowanie                                    | ulica Tęczowa                           | klasy lokalnej   |      |

Ulica położona jest na działkach ewidencyjnych stanowiących drogi gminne, wewnętrzne i rezerwę terenu.
| numer                                                                         | pole powierzchni | rodzaj           | położenie                                                 |
| ----------------------------------------------------------------------------- | ---------------- | ---------------- | --------------------------------------------------------- |
| obręb Stare Miasto, AM 32, nr 23/2                                            | 3840 m²          | droga gminna     | od ulicy Tadeusza Zielińskiego do ulicy Wincentego Stysia |
| obręb Stare Miasto, AM 31, nr 16                                              | 7097 m²          | droga gminna     | od ulicy Wincentego Stysia do ulicy Grabiszyńskiej        |
| obręb Stare Miasto, AM 30, nr 9/1                                             | 7252 m²          | droga gminna     | od ulicy Grabiszyńskiej do ulicy Tęczowej                 |
| obręb Stare Miasto, AM 32, nr 21/8                                            | 747 m²           | droga gminna     | sięgacz na wprost ulicy Wincentego Stysia                 |
| obręb Stare Miasto, AM 32, nr 21/12                                           | 136 m²           | droga wewnętrzna | w pobliżu ulicy Tadeusza Zielińskiego                     |
| obręb Stare Miasto, AM 32, nr 21/9                                            | 85 m²            | rezerwa          | w pobliżu sięgacza                                        |
| Podsumowanie: drogi gminne: 18 936 m2 drogi wewnętrzne: 136 m² rezerwa: 85 m² |                  |                  |                                                           |

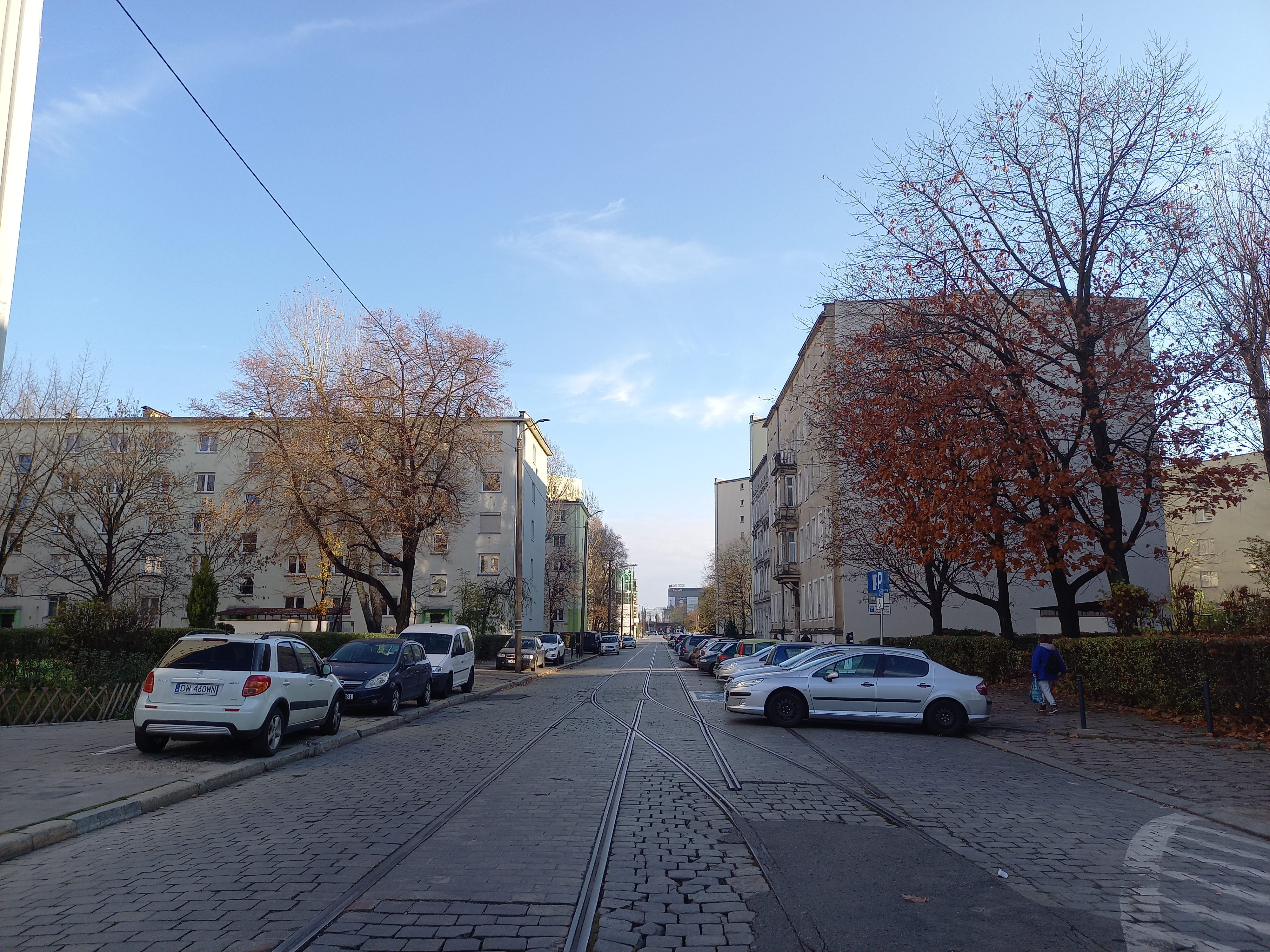
Ul. Kolejowa w kierunku estakady

Ulica na odcinku od ulicy Tadeusza Zielińskiego do ulicy Grabiszyńskiej objęta jest strefą ograniczenia prędkości 30 km/h. W ramach wymienionej strefy ruchu uspokojonego przeznaczona jest także dla ruchu rowerowego. Jako droga rowerowa łączy się ona z ulicą Joachima Lelewela, Prostą i placem Rozjezdnym również objętych ruchem uspokojonym, oraz z trasami rowerowymi biegnącymi przy ulicy Tadeusza Zielińskiego i Grabiszyńskiej. Ulicą Tadeusza Zielińskiego przebiegają linie autobusowe w ramach komunikacji miejskiej, a przystanki położone tu na odcinku pomiędzy ulicą Kolejową i Józefa Piłsudskiego noszą nazwę „Piłsudskiego”. Zaś przystanki tramwajowe położone na ulicy Grabiszyńskiej przy skrzyżowaniu z ulicą Kolejową noszą nazwę „Kolejowa”. Z kolei przystanki autobusowe położone w ciągu ulicy Tęczowej przy skrzyżowaniu ulicą Kolejową noszą nazwę „Tęczowa”. Do lat 90. XX wieku istniało powiązanie piesze, umożlwiające przejście od ulicy Kolejowej i Tęczowej, kładką nad torami kolejowymi stacji Wrocław Świebodzki do ulicy Robotniczej. Obecnie kładka zachowana jest jedynie częściowo, a przejście zostało wyłączone z eksploatacji.
Ulica przebiega przez teren o wysokości bezwzględnej od 117,9 do 118,9 m n.p.m.

## Zabudowa i zagospodarowanie

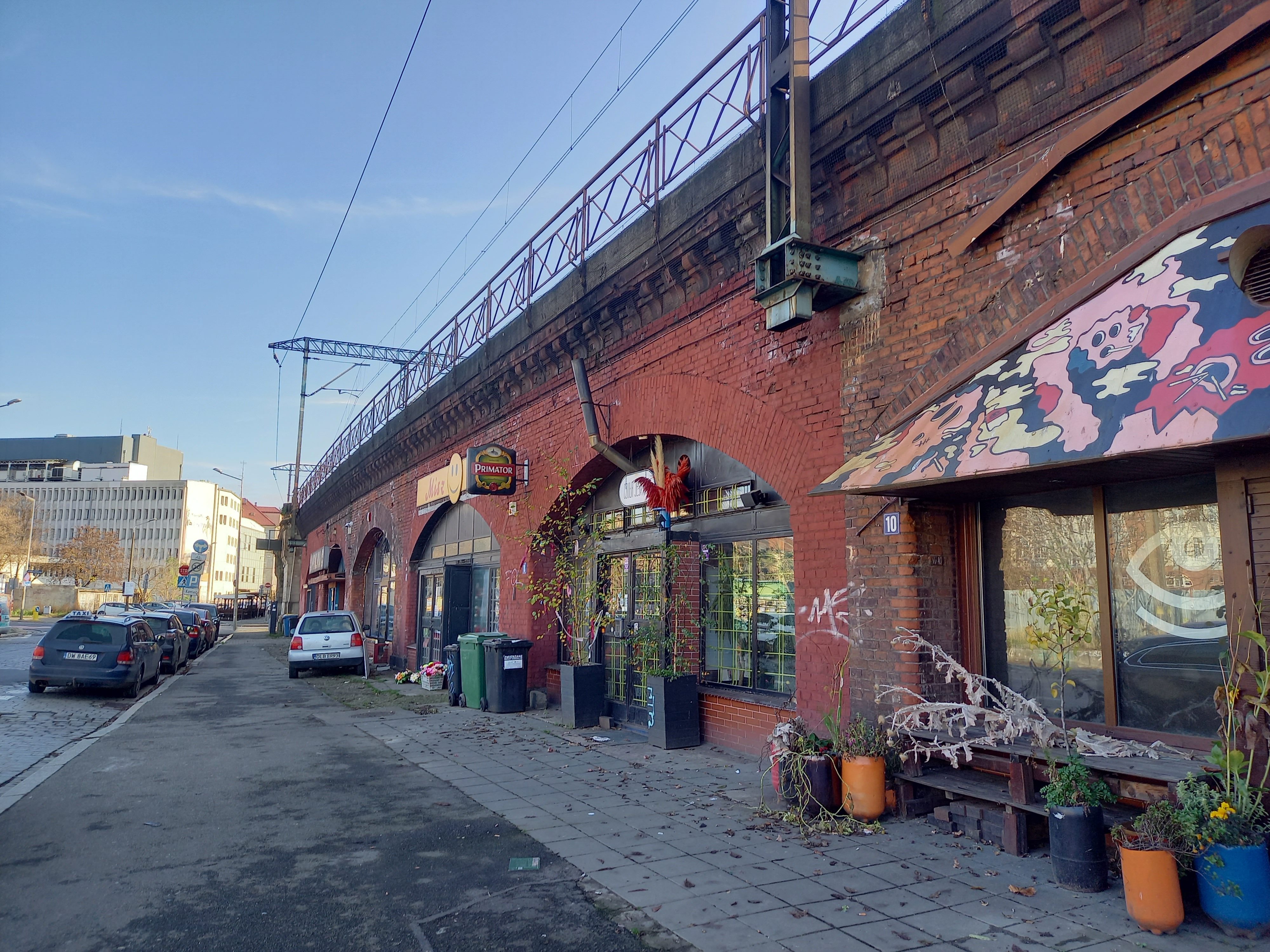
Estakada z lokalami

W początkowym biegu ulicy po jej południowej stronie przebiega estakada kolejowa, z lokalami użytkowymi urządzonymi w ramach jej przęseł, o adresach przypisanych do ulicy Kolejowej do numeru 2 do numeru 20a . Estakadą przebiegają linie kolejowe: linia kolejowa nr 271 i linia kolejowa nr 273 . Dalej za ulicą Wincentego Stysia położony jest wolny teren przeznaczony po zabudowę, na którym poprzednio prowadzono niedokończoną inwestycję polegającą na budowie kompleksu usługowo-parkingowego (wrocławski szkieletor)  . Teren ten przeznaczony jest po zabudowę z funkcją między innymi szeroko rozumianych usług, handlu, kultury, zdrowia, sportu itd., z dopuszczeniem mieszkań towarzyszących, przy czym od strony ulicy wymiar pionowy budynku nie może być mniejszy niż 20 m, a maksymalny w różnych częściach tego terenu nie może być większy niż odpowiednio 36, 45 i 55 m. Po północnej stronie tego odcinka ulicy znajduje się również wolny teren po dawnej hali targowej nr 2, a po wojnie targowiska przy Zielińskiego. Teren ten przeznaczono pod zabudowę z funkcją między innymi szeroko rozumianych usług, handlu, kultury, zdrowia, sportu itd., z dopuszczeniem mieszkań towarzyszących, przy czym od strony ulicy wymiar pionowy budynku nie może być mniejszy niż 20 m. Za nim znajduje się sięgacz umożliwiający komunikację z posesjami położonymi przy ulicy Józefa Piłsudskiego i Joachima Lelewela, oraz budynek specjalnego przeznaczenia Narodowego Banku Polskiego . Przy tym budynku i sięgaczu teren również przeznaczony jest pod zabudowę z przeznaczeniem i parametrami zabudowy zbliżonymi do opisanego terenu po danej hali i targowisku. Dalej wzdłuż ulic Joachima Lelewela i Prostej znajduje się kamienicowa zabudowa pierzejowa.
Kolejny odcinek ulicy Kolejowej, od Placu Rozjezdnego i ulicy Prostej do ulicy Grabiszyńskiej zabudowany jest osiedlem mieszkaniowym z lat 60. XX wieku, obejmującym mieszkalne bloki cztero- i ośmiopiętrowe. Przy tym odcinku ulicy zachowały się dwie przedwojenne kamienice pod numerem 36 oraz 38-40. Natomiast przy skrzyżowaniu z ulicą Grabiszyńską położony jest pawilon handlowy ze sklepem.
Ostatni odcinek ulicy Kolejowej biegnie od ulicy Grabiszyńskiej do ulicy Tęczowej. Przy ulicy Grabiszyńskiej, po obu stronach ulicy Kolejowej, położone są dwa mieszkalne bloki czteropiętrowe z lat 60. XX wieku. Dalej po stronie zachodniej leży Park Lesława Węgrzynowskiego, w ramach którego dopuszcza się obiekty przeznaczone do rekreacji i sportu oraz na ograniczonym obszarze parking oraz droga wewnętrzna, przy czym dla całego obszaru teren biologicznie czynny musi stanowić nie mniej niż 70% powierzchni działki. Obecnie w obszarze tym znajduje się przy skrzyżowaniu z ulicą Tęczową parking o nawierzchni gruntowej, a za nim przy budynku szkoły położonej przy ulicy Tęczowej 60 – korty tenisowe. Natomiast po wschodniej stronie położony jest teren dawnej fabryki wagonów, a później Centrum Logistyki Poczty Polskiej i na końcu przy skrzyżowaniu z ulicą Tęczową zabudowa mieszkaniowa. Obszar ten przeznaczono pod zabudowę mieszkaniową, z usługami, skwerami i placami zabaw, z obowiązkiem zachowania podlegających ochronie zabytków budynków i budowli, przy czym wysokość zabudowy wzdłuż ulicy Kolejowej może wynosić od 15 m do 21 m i do 15 m we wnętrzu urbanistycznym. Za ulicą Tęczową znajduje się teren zakładu gazowniczego, w miejscu dawnej gazowni.

## Zieleń

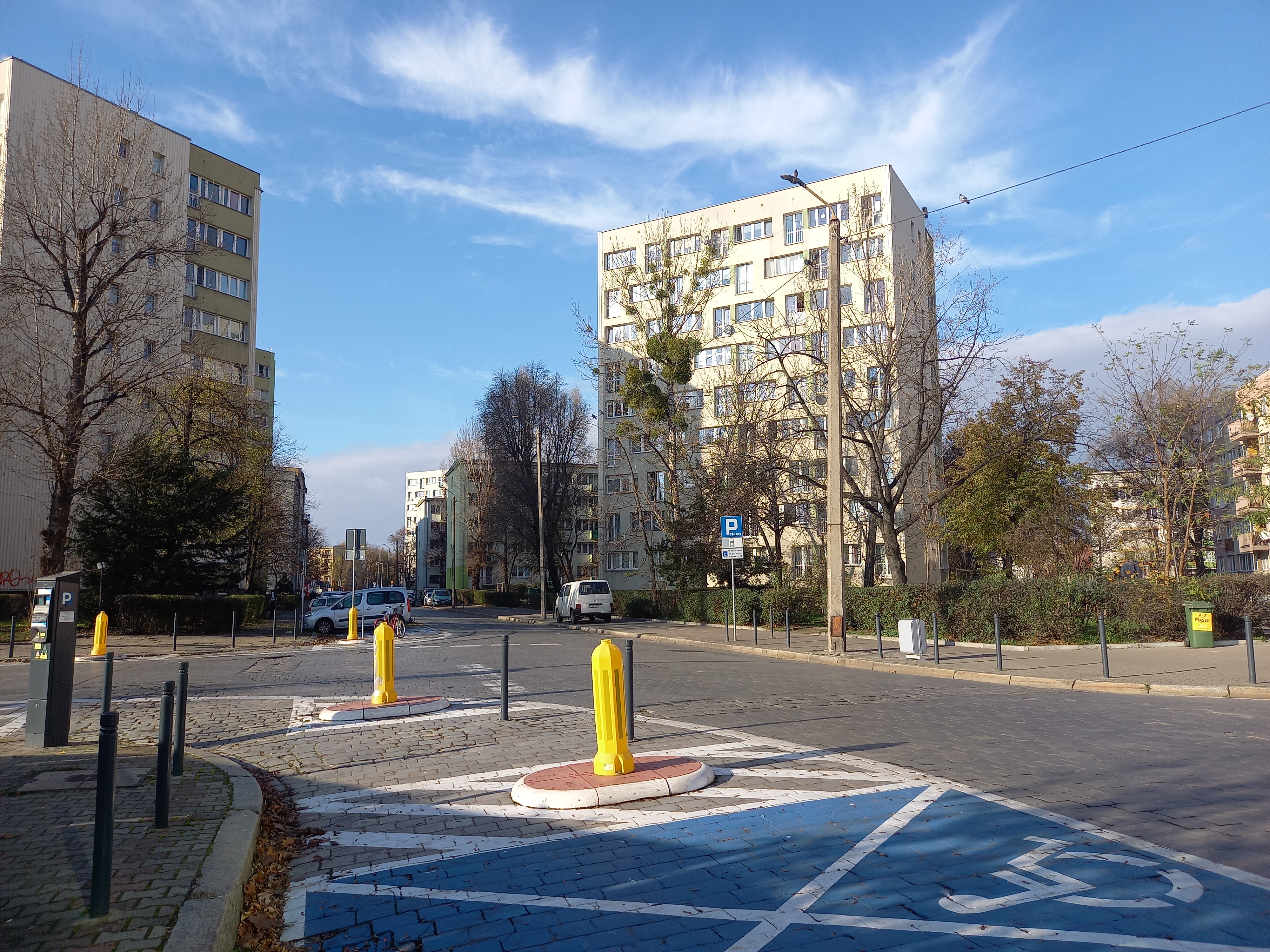
Południowy fragment zieleńca

Przy ulicy znajdują się następujące tereny zieleni:
- Park Lesława Węgrzynowskiego[8][86] o powierzchni 32627 m²[a][85][91], przeznaczony jest na teren rekreacyjno-wypoczynkowy, z dopuszczeniem obiektów rekreacji i sportu[87][92]
- zieleniec przy ul. Prostej – Kolejowej[8] o powierzchni 2526 m²[a][93] – powstał w ramach zabudowy osiedla w latach 60. XX wieku i po przekształceniach własnościowych jakie nastąpiły po zmianie ustrojowej w Polsce, jako fragment terenu pozostały we władaniu Gminy Wrocław. Składają się na niego dwa obszary zieleni rozdzielone zabudową przy ulicy Kolejowej 31; na terenie tym dopuszcza się rekreację, ciągi piesze i ciągi pieszo-rowerowe, przy czym wymaga się 80% powierzchni jako terenu biologicznie czynnego[2][8][33][93][94]

## Demografia
Ulica przebiega przez kilka rejonów statystycznych, przy czym dane pochodzą z 31.12.2019 r.
| Rejon statystyczny nr | Liczba osób zameldowanych | Gęstość zaludnienia [lud./km²] | Położenie                                                      |
| --------------------- | ------------------------- | ------------------------------ | -------------------------------------------------------------- |
| 933470                | 354                       | 4.237                          | strona północna od ul. T. Zielińskiego do ul. J. Lelewela      |
| 933450                | 551                       | 13.353                         | strona północna od ul. J. Lelewela do ul. Prostej              |
| 933440                | 333                       | 18.581                         | strona północna od ul. Prostej do ul. Grabiszyńskiej           |
| 933460                | 764                       | 19.818                         | strona południowa od ul. W. Stysia do ul. Kolejowej 38-40      |
| 933430                | 450                       | 27.543                         | strona południowa od ul. Kolejowej 38-40 do ul. Grabiszyńskiej |
| 933250                | 631                       | 5.145                          | obie strony od ul. Grabiszyńskiej do ul. Tęczowej              |
| 933032                | 329                       | 1.456                          | za ul. Tęczową                                                 |

## Ochrona i zabytki
Obszar na którym położona jest ulica Kolejowa, na odcinku od ulicy Tadeusza Zielińskiego do ulicy Wincentego Stysia po obu stronach ulicy, oraz na odcinku od ulicy Wincentego Stysia do ulicy Grabiszyńskiej po stronie północno-wschodniej ulicy, ujęty jest w ewidencji zabytków, w ramach tzw. Przedmieścia Południowego. Dla tego obszaru ochronie podlega przede wszystkim historyczny układ urbanistyczny kształtowany od XIII wieku, następnie od około 1840 r. i w początkach lat 60. XX wieku. Analogicznej ochronie podlega obszar, przez który przebiega ulica, od ulicy Grabiszyńskiej w kierunku północno-zachodnim, łącznie z terenami kolejowymi stacji Wrocław Świebodzki, w ramach tzw. Przedmieścia Mikołajskiego, którego obszar urbanistyczny kształtowany był od początku XIX wieku do lat 70. XX wieku. Przy ulicy i w najbliższym sąsiedztwie znajdują się następujące zabytki i inne obiekty historyczne:
| obiekt, położenie | powstanie, nr rej.                                                                                  | fotografia |
| --- | --------------------------------------------------------------------------------------------------- | ---------- |
| strona północna i wschodnia | |            |
| Kamienica ulica Joachima Lelewela 23 | około 1870-1880 r. rodzaj ochrony: inny                                                             |            |
| dawny zespół warsztatów głównych Niemieckiej Poczty Rzeszy i fabryki wagonów braci Hoffmann, obecnie budynki Poczty Polskiej Centrum Logistyki ulica Kolejowa 63-65 | rodzaj ochrony – gez, mpzp                                                                          |            |
| Budynek przemysłowy (lakiernia z malarnią) Deutsche Reichspost Hauptwerkst. f. Postkraftwag. (obszar fabryki wagonów Braci Hofman & Co.), obecnie budynek administracyjno-biurowy z bramą przejazdową Poczty Polskiej Centrum Logistyki ulica Kolejowa 63-65                   | 1935 r. (proj. L.Neumann), (fabryka ok. 1910 r.) rejestr zabytków: A/5977/1-2 z dnia 14.09.2015 r.  |            |
| Hala przemysłowa z częścią montażową i warsztatami Deutsche Reichspost Hauptwerkst. f. Postkraftwag. (obszar fabryki wagonów Braci Hofman & Co.), obecnie budynek przemysłowy Poczty Polskiej Centrum Logistyki ulica Kolejowa 63-65                                           | 1931 r., (proj. L.Neumann), (fabryka ok. 1910 r.) rejestr zabytków: A/5977/1-2 z dnia 14.09.2015 r. |            |
| kotłownia dawnego zespołu warsztatów głównych Niemieckiej Poczty Rzeszy i fabryki wagonów braci Hoffmann, obecnie budynek Poczty Polskiej Centrum Logistyki ulica Kolejowa 63-65                                                                                               | rodzaj ochrony – gez, mpzp                                                                          |            |
| Tylna elewacja warsztatu Deutsche Reichspost Hauptwerkst. f. Postkraftwag. (obszar fabryki wagonów Braci Hofman & Co.), obecnie budynków Poczty Polskiej Centrum Logistyki ulica Kolejowa 63-65                                                                                | około 1911 r. rodzaj ochrony – gez, mpzp                                                            |            |
| Kamienica ulica Tęczowa 50 | przed 1871 r. rodzaj ochrony: inny                                                                  |            |
| strona południowa i zachodnia | |            |
| Wiadukt kolejowy nad ulicą Tadeusza Zielińskiego ulica Wojciecha Bogusławskiego | 1901 r. rodzaj ochrony – gez, mpzp                                                                  |            |
| Estakada kolejowa ulica Wojciecha Bogusławskiego i ulica Kolejowa | lata 1900–1905 rodzaj ochrony – gez, mpzp                                                           |            |
| Wiadukt kolejowy nad ulicą Wincentego Stysia ulica Wincentego Stysia | 1904 r. rodzaj ochrony – gez, mpzp                                                                  |            |
| Kamienica ulica Kolejowa 36 | około 1870 r. rodzaj ochrony: inny                                                                  |            |
| Kamienica ulica Kolejowa 38-40 | około 1870–1875, XX wiek rodzaj ochrony: inny                                                       |            |
| Teren zielony przy szpitalu i kościele pod wezwaniem św. Trójcy, obecnie skwer miejski ulica Kolejowa (Park Lesława Węgrzynowskiego) | lata 60. XIX wieku, XX wiek rodzaj ochrony: gez, mpzp                                               |            |
| zamknięcie osi widokowej w kierunku północnym | |            |
| Zakład Oświetlenia Gazowego we Wrocławiu (Die Gas Beleuchtung Anstalt), po 1871 r. – Gazownia Miejska, obecnie Dolnośląska Spółka Gazownictwa Sp. z o.o. Oddział Zakład Gazowniczy Wrocław, Rejon Dystrybucji Gazu Wrocław-Miasto – założenie przestrzenne ulica Tęczowa 35-45 | lata 1846–1847, 1871 r. rodzaj ochrony: inny                                                        |            |
| Kładka dla pieszych (nad torami kolejowymi) w zespole stacji kolejowej Wrocław Świebodzki, obecnie nieużytkowana plac Orląt Lwowskich | około 1915 r. rodzaj ochrony: inny                                                                  |            |

## Baza TERYT

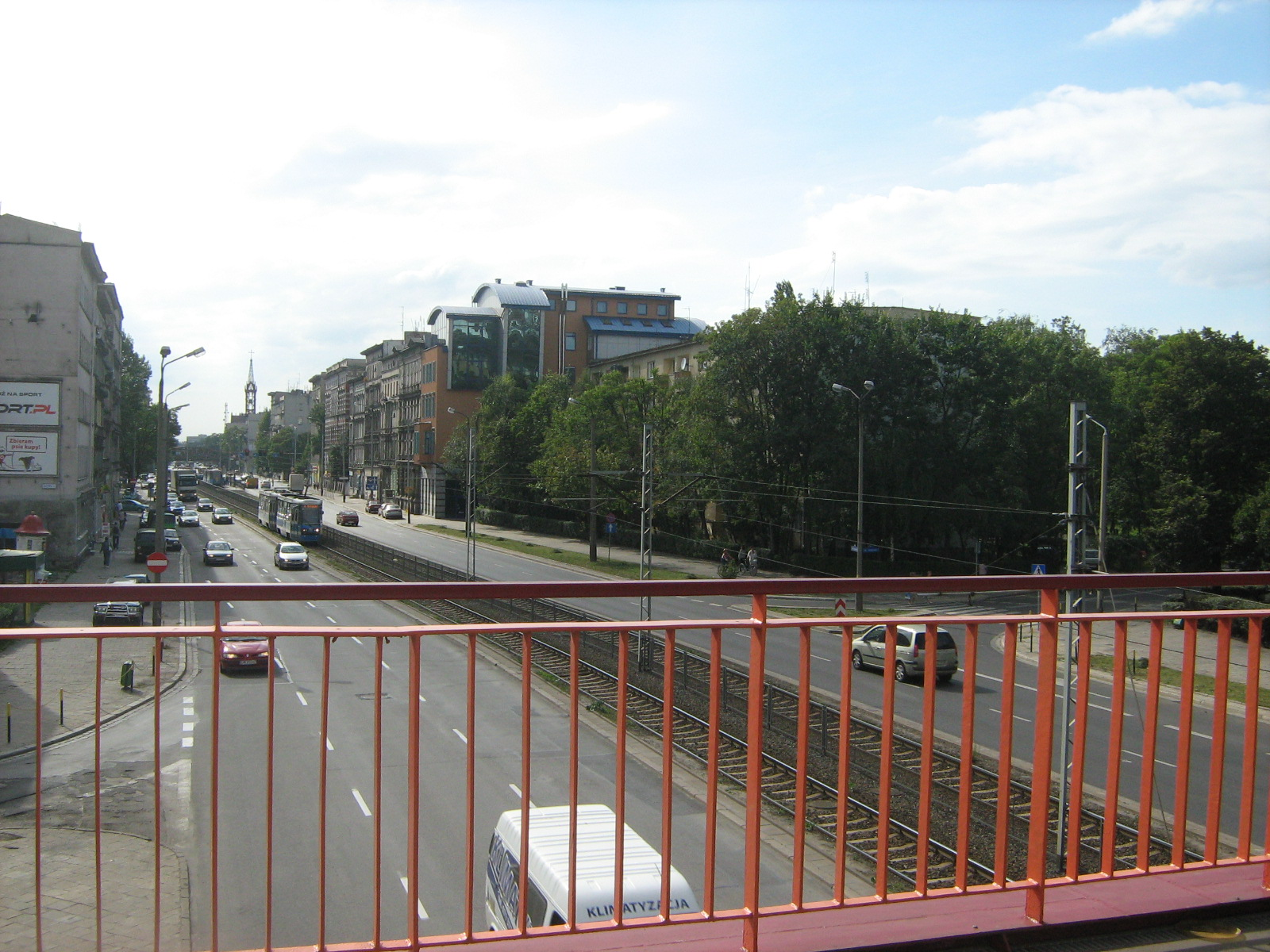
Widok z kładki na skrzyżowanie ul. Kolejowej z Grabiszyńską przed przebudową

Dane Głównego Urzędu Statystycznego z bazy TERYT, spis ulic (ULIC):
- województwo: DOLNOŚLĄSKIE (02)
- powiat: Wrocław (0264)
- gmina/dzielnica/delegatura: Wrocław (0264011) gmina miejska
- Miejscowość podstawowa: Wrocław (0986283) miasto; Wrocław (0986946) miasto
- Gmina/dzielnica/delegatura: Wrocław-Stare Miasto (0264059) delegatura
- Nazwa ulicy: ul. Kolejowa (08828).